# Benito Juárez (Juárez de Abajo)
Benito Juárez è una località nel stato di Durango, in Messico. Si trova nel comune di Nuevo Ideal.

## Storia
La località di Benito Juárez è stata fondata il 5 marzo 1935.

## Posizione
Si trova a 22 chilometri dalla sede municipale, ai limiti dei comuni di Nuevo Ideal e Santiago Papasquiaro.

## Credenze e religione
In Benito Juárez, la confessione di fede più praticata è il cattolicesimo, sebbene se ne trovino anche altre del ramo cristiano.

## Tempo meteorologico
Il clima è temperato con piogge estive ed invernali. All'inizio di ogni anno di solito nevica sulle montagne situate a nord-est dell'Ejido dove si trova la località. L'ultima nevicata in località è stata il 10 marzo 2016.

## Alfabetizzazione
Attualmente, ci sono tre scuole della comunità che permettono alla popolazione di accesso all'istruzione di base, che i risultati del tasso di alfabetizzazione sono oltre il 97% della popolazione.

## Attività economiche
L'economia locale è in gran parte basata sull'agricoltora, quindi la località è circondata da numerosi appezzamenti dove vengono coltivati mais, fagioli e avena. Anche il bestiame fa parte delle attività economiche della popolazione.